# Gentílico
Os gentílicos, também chamados, quando adjetivos, adjetivos pátrios, são uma classe de palavras que designam um indivíduo de acordo com o seu local de nascimento ou residência - um grupo a parte de adjetivos derivados de substantivos relacionados a países, estados, continentes, regiões, províncias, cidades, aldeias, vilas e povoados.
Os termos 'gentílico' e 'etnônimo' têm significados diferentes. O 'gentílico' designa o país, a região, o estado, a província, o condado, o município, a cidade, a povoação  ou afins, em que alguém nasceu, habita ou de onde procede, enquanto o etnônimo se refere à tribo, etnia, raça ou nação a que pertence o indivíduo. Em alguns casos, todavia, o 'gentílico' coincide com o etnônimo.
Os adjetivos pátrios não seguem um padrão para as suas terminações. Essa ausência de padrão se observa principalmente em nomes relativos a cidades. A maior parte deriva diretamente do nome do local em sua forma corrente ou então da etimologia toponímica.
Exemplos que demonstram essa ausência de padrão: Lisboa: lisboeta, lisbonense, lisboês, lisbonês, lisbonino, olisiponense, Nova Iorque: nova-iorquino; Buenos Aires: bonaerense, buenairense (para a Província de Buenos Aires) ou portenho (para a Cidade de Buenos Aires); Inglaterra: inglês; Paris: parisiense.
Os adjetivos pátrios são geralmente formados da seguinte forma: início do nome do lugar (que pode ser um continente, país, região, cidade etc.) + terminação pré-definida (sufixo).
Em português, os sufixos mais comuns para gentílicos são:
- -aco - polaco, eslovaco, casaco etc.
- -ano - italiano, americano, africano, angolano, romano, lituano, estoniano, brasiliano etc.
- -ão - alemão, afegão, catalão, letão etc.
- -aque ou -ique - cazaque, tadjique, etc.
- -asco - monegasco, basco etc.
- -ático - asiático etc.
- -ego - galego, chairego, limego etc.
- -eiro - brasileiro.
- -enho - panamenho, caribenho, etc.
- -ês - português, inglês, francês, cazaquistanês, usbequistanês, turquemenistanês etc.
- -eno - romeno, esloveno, cartageno, turcomeno etc.
- -ense - portuense, parisiense, canadense, paraense, paracambiense, lucense etc.
- -eu - europeu, partenopeu etc.
- -ino - londrino , argentino etc.
- -ista - paulista, santista etc.
- -ita ou -eta - israelita, lisboeta, moscovita, vietnamita etc.
- -ol - espanhol, mongol etc.
- -ota - cairota, cipriota, epirota, hilota, italiota, nilota, patriota, siciliota, suliota etc.

Alguns adjetivos pátrios são nomeados independentemente do nome da região a que estão relacionados. Seguem alguns exemplos: Espírito Santo: capixaba; Rio de Janeiro (o estado): fluminense; Rio Grande do Sul: gaúcho; Rio Grande do Norte: potiguar, Lisboa: alfacinha. Em outros casos, o adjetivo pátrio é formado a partir do nome da localidade em outras línguas, como nos casos de Jerusalém (hierosolimitano) ou Salvador (soteropolitano), sendo ambos gentílicos criados a partir do nome grego das cidades.
Outros derivam do nome do local mas sem seguir uma regra predeterminada de sufixação, como russo (Rússia), sueco (Suécia)  e grego (Grécia).
Também há derivações do latim, como paulistano (São Paulo) e outras.

## Adjetivos pátrios compostos
Lista com alguns adjetivos pátrios compostos:
- Afro-europeia - África e Europa
- Anglo-estadunidense (ou americano) - Inglaterra e Estados Unidos
- Brasilo-norueguês - Brasil e Noruega
- Euro-estadunidense (ou americano) - Europa e Estados Unidos
- Franco-português - França e Portugal
- Galaico-português - Galiza e Portugal
- Greco-latinas - grego e latim
- Germano-brasileiro - Alemanha e Brasil
- Helveto-alemão - Suíça e Alemanha
- Hispano-cubano - Espanha e Cuba
- Indo-europeia - Índia e Europa
- Ítalo-brasileiro - Itália e Brasil
- Ítalo-suíço - Itália e Suíça
- Luso-brasileiro - Portugal e Brasil
- Nipo-asiático - Japão e Ásia
- Russo-australiano - Rússia e Austrália
- Sino-equato-guineense - China e Guiné-Equatorial